# 風中玫瑰
風中玫瑰( Esperanza Rising)是一本由墨西哥裔美國作家帕姆·穆尼奥斯·瑞恩所寫的青少年歷史小說，於2000年3月27日由學樂集團出版。
小說的主角是埃斯佩蘭薩·奧爾特加(Esperanza Ortega)，她是她富裕的墨西哥父母的獨生女。故事講述了埃斯佩蘭薩在她的父親被謀殺並被當地強權奪取了所有財產和房子後，被迫搬美國加利福尼亞州並在當地的農場中艱苦的環境以及微薄的工資下生活，而她也在之後因爲母親重病加上與自己從前奢華的環境的重大改變和不適應，並最後克服困難並展開心生活。

## 故事
故事背景在1930年，主角埃斯佩蘭薩·奧爾特加(Esperanza Ortega)出生在當地的一個富裕的地主家庭，和父母們一起住在墨西哥阿瓜斯卡连特斯市的牧場裡。
在埃斯佩蘭薩13歲生日的前一天，她的父親被謀殺。在父親死後，當地有權勢的路易斯兄弟妄圖強行娶走她的母親，而在她母親的反抗下，路易斯兄弟燒毀了他們一家的房子並奪走了土地。為此，埃斯佩蘭薩失去了自己從前的奢華生活，被迫跟著母親來到了美國加州的一個農場工作。然而，隨後她母親重病不起，而一時間也無法適應當時惡劣的農場工作環境以及相比從前富裕的生活十分貧窮的日子。在故事的結尾，埃斯佩蘭薩最終適應了新的生活，而母親也痊癒。

## 主要角色
埃斯佩蘭薩·奧爾特加(Esperanza Ortega)：本故事的主角，13歲的墨西哥富豪地主的女兒，在加州大部分時間都生活在貧困中。
雷蒙娜·奧爾特加 (Ramona Ortega)：埃斯佩蘭薩的母親。
西斯托·奧爾特加 (Sixto Ortega)：埃斯佩蘭薩的父親。
阿布埃利塔：埃斯佩蘭薩的祖母。
路易斯兄弟：埃斯佩蘭薩的叔叔，在她父親去世後試圖強娶雷蒙娜並奪走了她一家的土地並摧毀了他們一家的房屋。

## 時代背景
當時，俄克拉荷馬州的美國勞工常常對墨西哥裔工人反感，因為他們認為墨西哥工人搶走了他們的工作。墨西哥裔的移民工人的薪資要低得多，因此在農場上移民工人之間存在很大的緊張關係，並在故事裡體現。

## 獲獎紀錄
- 2001年WILLA文学奖兒童/青少年小說類獎（WILLA Literary Award for Children's/Young Adult Fiction）
- 2001年Judy Lopez紀念獎兒童文學類（Judy Lopez Memorial Award for Children's Literature）
- 2001年Judy Goddard / Libraries Ltd.青少年書籍獎（Judy Goddard/Libraries Ltd. Young Adult Book Award）
- 2002年Pura Belpré獎（Pura Belpré Award）[2]